# هایلند میدوز (نیومکزیکو)
هایلند میدوز (به انگلیسی: Highland Meadows) یک منطقهٔ مسکونی در ایالات متحده آمریکا است که در نیومکزیکو واقع شده‌است. هایلند میدوز ۶۲۴ نفر جمعیت دارد و ۱٬۶۷۳٫۹۸ متر بالاتر از سطح دریا واقع شده‌است.